# Taeniophyllum stella
Taeniophyllum stella är en orkidéart som beskrevs av Cedric Errol Carr. Taeniophyllum stella ingår i släktet Taeniophyllum och familjen orkidéer. Inga underarter finns listade i Catalogue of Life.